# Plama (dermatologia)

Plamy

Plama

Plama (łac. macula) – w dermatologii, wykwit leżący w poziomie skóry, różniący się od otaczającej skóry jedynie barwą. 
Wyróżnia się plamy:
- barwnikowe, związane z odkładaniem się barwnika w skórze (np. piegi, plamy café au lait);
- zapalne związane z przekrwieniem biernym spowodowanym stanem zapalnym (np. rumień);
- naczyniowe (np. wynaczynienia, teleangiektazje, naczyniaki płaskie);
- złogowe (np. w srebrzycy).